# Campo Lameiro
Campo Lameiro ist eine galicische Gemeinde in der Provinz Pontevedra im Nordwesten Spaniens mit 1.697 Einwohnern (Stand: 2024). 

## Bevölkerungsentwicklung der Gemeinde
Legende: Campo___Campo Lameiro

## Gemeindegliederung
Die Gemeinde Campo Lameiro ist in sechs Parroquias gegliedert:
| Parroquias | Patrozinium  | Einwohner 2024 | Fläche km² | Dichte Einw./km² | Höhe msnm | Ortskennzahl |
| ---------- | ------------ | -------------- | ---------- | ---------------- | --------- | ------------ |
| O Campo    | San Miguel   | 617            | 11,92      | 52               | 223       | 36007010000  |
| O Couso    | San Cristovo | 198            | 10,28      | 19               | 380       | 36007020000  |
| Fragas     | Santa Mariña | 550            | 13,37      | 41               | 255       | 36007030000  |
| Moimenta   | Santa María  | 205            | 9,91       | 21               | 0         | 36007060000  |
| Montes     | San Isidro   | 115            | 10,55      | 11               | 289       | 36007040000  |
| Morillas   | Santiago     | 38             | 7,49       | 5                | 271       | 36007050000  |

## Wirtschaft
| Ackerbau, Viehzucht und Fischerei                                                  | 023 | 03,87  |
| Industrie                                                                          | 105 | 017,65 |
| Bauwirtschaft                                                                      | 073 | 012,27 |
| Dienstleistungsbetriebe                                                            | 394 | 066,22 |
| Total                                                                              | 595 | 100,00 |
| * Daten aus dem Statistischen Amt für Wirtschaftliche Entwicklung in Galicien, IGE |     |        |

## Sehenswürdigkeiten
Campo Lameiro ist die galicische Hauptstadt der Felskunst, mit einer großen Sammlung von Petroglyphen, die sich im Parque Arqueolóxico da Arte Rupestre befindet.